# Acanthorrhinum
Acanthorrhinum là chi thực vật có hoa trong họ Plantaginaceae.

## Phân bố
Các loài trong chi này có tại miền trung Tây Ban Nha và tây bắc Sahara.

## Các loài
Danh sách loài dưới đây lấy theo Plants of the World Online và The Plant List:
- Acanthorrhinum ramosissimum (Coss. & Durieu) Rothm., 1943: Có tại Algérie, Libya, Mauritanie, Maroc, Tunisia, miền tây Sahara.[3]
- Acanthorrhinum rivas-martinezii (Sánchez Mata) Fern.Casas & Sánchez, 1988. Loài này đôi khi cũng được tách ra thành chi riêng với danh pháp Pseudomisopates rivas-martinezii (Sánchez Mata) Güemes, 1997: Có tại miền trung Tây Ban Nha (Cepeda la Mora, Ávila).[4]